# Ciengang
Ciengang is een bestuurslaag in het regentschap Sukabumi van de provincie West-Java, Indonesië. Ciengang telt 3194 inwoners (volkstelling 2010).